# 스티븐 토볼로스키
스티븐 토볼라우스키(Stephen Tobolowsky, 1951년 5월 30일 ~ )는 미국의 배우이다.

## 출연 작품

### 영화
- 전선 위의 참새 (1990)
- 델마와 루이스 (1991) - 맥스 역
- 리틀 빅 히어로 (1992)
- 사랑의 블랙홀 (1993) - 네드 라이어슨 역
- 일급 살인 (1995)
- 메멘토 (2001)
- 블라인드 가이 (2006)
- 시간 여행자의 아내 (2009)
- 프랙처드 (2019) - 의사 버스럼 역

### 텔레비전
- 데드우드 (2005-06)
- 히어로즈 (2007-08)
- 글리 (2009-11)
- 캘리포니케이션 (2011-14)
- 민디 프로젝트 (2012-16)
- 골드버그 패밀리 (2014-23)
- 실리콘 밸리 (2016-17)